# Sundabågen
Sundabågen utgörs av de indonesiska öarna Sumatra, Java och åtminstone en del av Små Sundaöarna, däribland Bali.
Den är en vulkanisk öbåge som bildats längs en aktiv subduktionszon där den indoaustraliska kontinentalplattan är på väg norrut, in under Sundaplattan, vilket också skapat Sundagraven, en djuphavsgrav längs Sundabågens södra och syddvästliga kust.
Sundabågen räknas ibland till Alpiderna, det alpina bergskedjebälte som bland annat också innefattar Himalaya och Alperna.